# SV Viktoria 1904 Güsten
SV Viktoria 1904 Güsten was een Duitse voetbalclub uit Güsten, Saksen-Anhalt.

## Geschiedenis
De club werd opgericht in 1904 als en sloot zich aan bij de Midden-Duitse voetbalbond. Begin jaren twintig speelde de club in de 1. Kreisklasse Harz, een van de tweede divisies onder de Kreisliga Elbe. De club werd groepswinnaar in 1922 en nam aan de promotie-eindronde deel en werd daar gedeeld tweede. Het volgende seizoen werd de club laatste. De Kreisliga werd ontbonden en de tweede klasse werden allemaal opgewaardeerd tot eerste klasse. Een aantal clubs uit de Harzcompetitie gingen in de nieuwe competitie van Elbe-Bode spelen. Viktoria werd niet in de hoogste klasse opgenomen, evenmin stadsrivaal Eintracht Güsten, dat wel een goede notering behaald had. In 1924 werden beide clubs dan toch toegelaten. In 1925 en 1926 werd de club vicekampioen achter SV 09 Staßfurt en in 1926 mochten ze naar de Midden-Duitse eindronde voor vicekampioen, waar ze meteen verloren van SpVgg 04 Thale. In 1927 eindigde de club samen met FC Askania Aschersleben eerste en kon na een play-off de titel binnen halen. In de Midden-Duitse eindronde kregen ze echter een 10-0 veeg uit de pan van SVgg Meerane 07. Een jaar later plaatsten ze zich opnieuw en verloren nu met 6-1 van SC Apolda. Na dit seizoen werd de zwakke competitie ontbonden en de clubs herverdeeld. De club verkaste naar de competitie van Anhalt. Na twee seizoenen degradeerde de club. Na één seizoen kon de club wel weer promotie afdwingen.
In 1933 werd de competitie geherstructureerd. De Midden-Duitse bond werd ontbonden en de vele competities werden vervangen door de Gauliga Mitte en Gauliga Sachsen. De Anhaltse competitie werd als te zwak bevonden en mocht geen enkele deelnemer leveren. De top vier plaatste zich voor de Bezirksklasse Magdeburg-Anhalt. Viktoria Güsten ging nu in de 1. Kreisklasse spelen en slaagde er niet meer in te promoveren.
Na de Tweede Wereldoorlog werden alle Duitse voetbalclubs ontbonden. Viktoria Güsten werd niet meer heropgericht.

## Erelijst
Kampioen Elbe-Bode
1927, 1928